# Gerione (araldica)
In araldica, il gerione è una figura immaginaria rappresentata da una testa con tre volti umani, uno di fronte, gli altri due di profilo sui lati destro e sinistro del primo. Lo si trova blasonato, talvolta, come testa di gerione, espressione errata, in quanto il gerione è di per sé una testa.